# 3712 Kraft
3712 Kraft је астероид главног астероидног појаса са средњом удаљеношћу од Сунца која износи 2,736 астрономских јединица (АЈ).
Апсолутна магнитуда астероида је 11,6.